# Poupe (constellation)
Puppis
Pour les articles homonymes, voir Poupe (homonymie).
La Poupe est l’une des 88 constellations, visible principalement de l’hémisphère sud. Incluse à l’origine par Ptolémée dans l’immense constellation du Navire Argo, elle fut créée par Nicolas-Louis de Lacaille lorsqu’il divisa le navire en constellations distinctes. La Poupe est la plus grande de ces constellations.

## Histoire et mythologie
Le Navire Argo représentait, dans la mythologie grecque, le navire avec lequel Jason partit à la recherche de la Toison d'or. Ptolémée l’avait répertoriée dans son Almageste. À cause de sa taille (1 884 degrés carrés) et de son étendue (70° d’est en ouest), Nicolas-Louis de Lacaille la divisa en trois constellations en 1752 afin de pouvoir la manier plus aisément. Les trois constellations résultantes sont la Carène, la Poupe et les Voiles.

## Observation du ciel

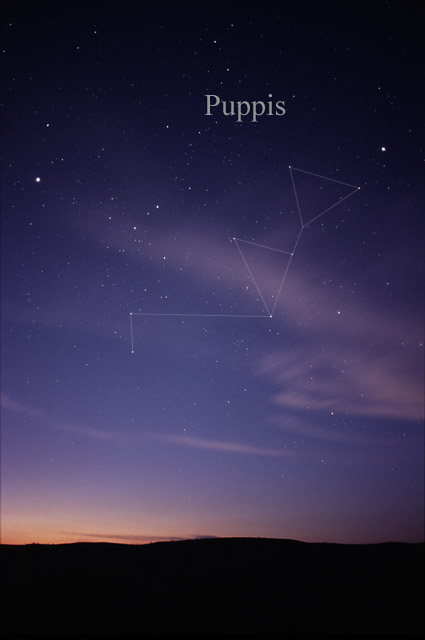
Constellation de la Poupe.

Visibilité nocturne de la constellation.

### Localisation de la constellation
Pour trouver la Poupe, il faut imaginer une ligne entre Sirius (α Canis Majoris) et Canopus (α Carinae). La Poupe se trouve 10° à 20° à l’est de cette ligne.

## Étoiles principales
Les désignations aux lettres grecques ayant été assignées aux étoiles plus d’un siècle avant la division du Navire Argo, chacune des quatre constellations issues de la partition a hérité de certaines de ses lettres. En conséquence, il manque plusieurs des lettres dans chaque.

### Naos (ζPuppis)
ζ Puppis s’appelle Naos, ce qui signifie en grec « navire » et définit son appartenance à la constellation de la Poupe. Naos est l’étoile la plus brillante de la constellation (α, β et ε ont échu à la Carène, γ et δ aux Voiles) avec une magnitude apparente de 2,21.
Malgré son apparence modeste, elle figure parmi les étoiles les plus brillantes et chaudes de la Voie lactée. Elle est à peu près 20 000 fois plus brillante que le Soleil et sa température de surface atteint 42 000 K (elle émet donc en majorité dans l’ultraviolet, sa luminosité totale est un million de fois celle du Soleil). Située à 1 400 années-lumière de la Terre, elle serait aussi brillante que la pleine Lune si elle était seulement aussi proche qu’Alpha du Centaure.
Naos est une supergéante bleue. On estime qu’elle est dix-huit fois plus massive que le Soleil et quarante fois plus grande que celui-ci. Elle tourne très rapidement sur elle-même, à la vitesse de deux-cents km/s à l’équateur, et perd chaque année une partie de sa masse, produisant un vent stellaire dix millions de fois plus important que le vent solaire.

### Autres étoiles
π Pup, la deuxième étoile de la constellation, est une étoile double composée d’une supergéante orange et d’une étoile blanche très éloignées l’une de l’autre. Elles font partie d’un amas d’étoiles qui peut être perçu à l’œil nu comme une tache peu lumineuse autour de π Pup.
L1 et L2 Pup forment une double optique séparable à l’œil nu. Elles sont distantes de plusieurs centaines d’années-lumière l’une de l’autre et leur apparente proximité n’est qu’un effet d’optique.
Deux autres étoiles portent un nom propre, Tureis (ρ Pup) et Azmidi (ξ Pup).

## Objets célestes
La Poupe se trouve sur la Voie lactée et contient plusieurs amas et nébuleuses, la plupart visibles par des petits instruments optiques, dont les amas ouverts M46 et M47, 10° à l’est et un peu au nord de Sirius, M93, NGC 2451, NGC 2467 et NGC 2477 et les nébuleuses planétaires NGC 2438 et NGC 2440.
La nébuleuse de Gum s’étend en partie sur la Poupe (la plus grande partie se trouvant dans les Voiles). C’est le résidu d’une supernova, en partie éclairée par Naos.